# 其培县
其培县是缅甸克钦邦下辖的一个县，县治其培。

## 历史沿革
2022年4月30日，缅甸政府以密支那县其培镇区和绍劳镇区析置其培县。

## 行政区划
其培县下辖2个镇区：
- 其培镇区（Chipwi Township）
- 绍劳镇区（Hsawlaw Township）